# بيت عديني

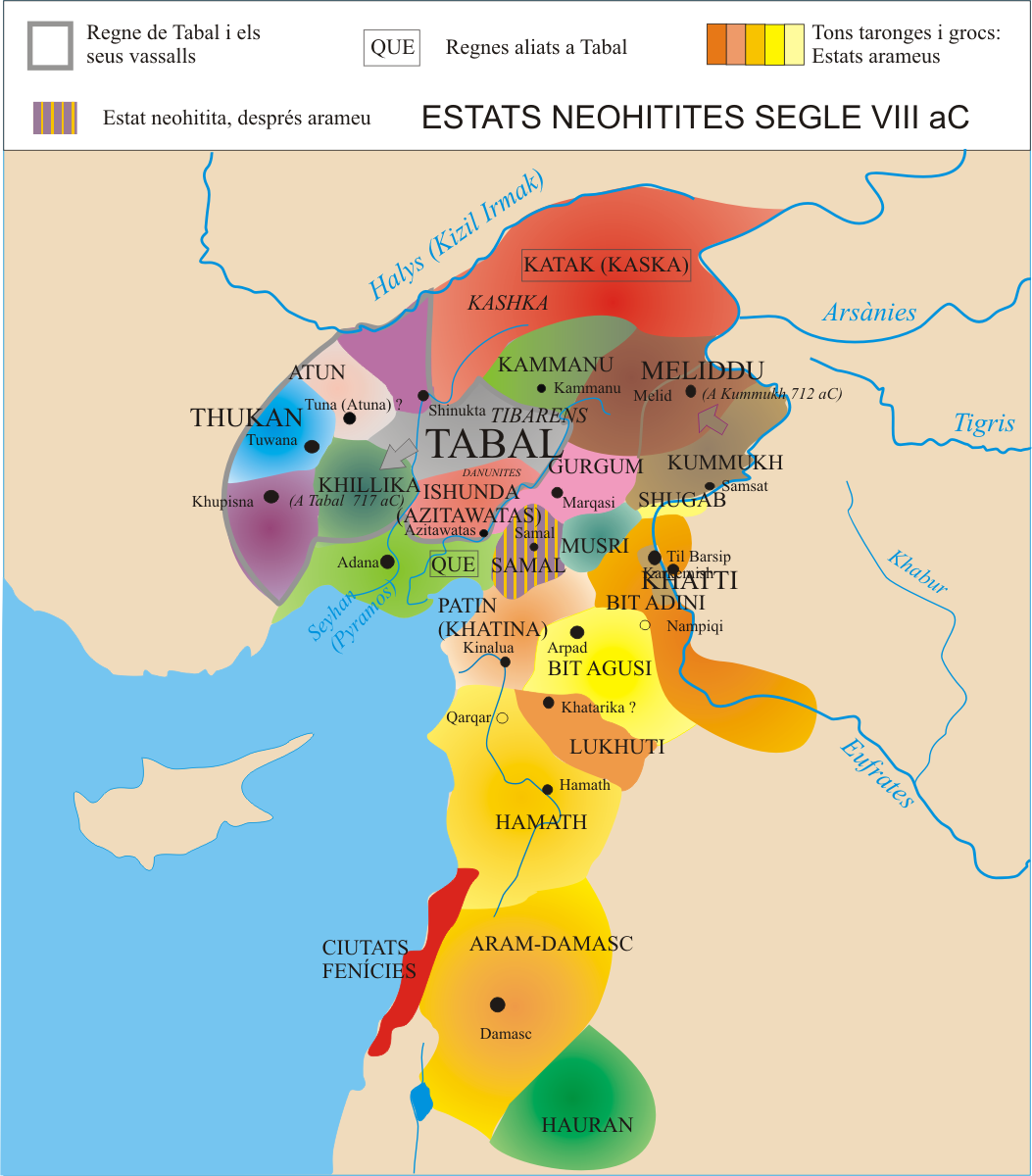

بيت عديني مدينة أو منطقة تاريخية في سوريا، تسمى أحيانًا بيت أديني في المصادر الآشورية، كانت من أكبر الممالك الأرامية.  وكانت موجودة كمملكة مستقلة خلال القرنين العاشر والتاسع قبل الميلاد، وعاصمتها مدينة تيل برسيف (هي تل أحمر الحالي)، امتد نفوذها شرقًا حتى البليخ، وغربًا عبر الفرات حتى بلدة الباب تقريبًا.
تقع اليوم على نحو التقريب على الضفة اليسرى لنهر الفرات، قرب مصب ساجور، وإلى الجنوب من بلدة جرابلس (تبعد عنها 50 كلم).
 في عام 856 قبل الميلاد، تم غزو المملكة واستيعابها في الإمبراطورية الآشورية في عهد شلمنصر الثالث، واحتلّ عاصمتها تل برسيف ودمّرها وحوّلها إلى عاصمة لولاية أشورية وسمّاها: (كارشو لمانو آشريد) أي قلعة أو حصن شلمنصر.